# Лазерный тир
Лазерный тир — электронный стрелковый тренажер, предназначенный для тренировки навыков стрельбы, а именно её точности и скорости. Основное применение лазерный тир нашел в образовательном процессе, в частности в подготовке к сдаче нормативов «ГТО» по стрельбе. Кроме того он широко используется как прибыльный аттракцион, часто встречающийся в развлекательных центрах, парках и детских площадках.

## Состав лазерного тира
В состав программно-аппаратного комплекса входят:
- программное обеспечение (управляющая программа);
- камера-улавливатель, считывающая световые пятна, создаваемые электронными маркерами, установленными на оружии;
- компьютер (ноутбук);
- акустическая система;
- проектор;
- проекционный экран;
- лазерное оружие.

## Принцип действия
На сегодняшний день существует несколько модификаций лазерных тиров, но все они работают по одной схеме, основанной на комплексном взаимодействии его составных частей.
В качестве экрана для лазерного тира может быть использована ровная белая матовая поверхность (например: виниловая (баннерная) ткань, гипсокартон, окрашенный в белый цвет, ну и непосредственно специализированный экран для проектора).
Проектор и камера-улавливатель, реагирующая на световые пятна, устанавливаются напротив проекционного экрана
Компьютер через проектор выводит на область проекционного экрана стрелковые упражнения, которые могут быть представлены в виде статичной мишенной обстановки, либо игрового тренировочного сюжета. Современные управляющие программы позволяют самому сгенерировать практически любой сюжет стрелковой тренировки. Стрелок ведёт стрельбу из лазерного оружия по спроецированной мишенной обстановке или принимает участие в интерактивных играх.
В момент выстрела, в зависимости от типа электронного маркера, установленного на оружии, в точке прицеливания лазер проецирует красную точку либо невидимое человеческому глазу световое пятно, точное положение которого фиксирует камера-улавливатель. Исходя из координат попадания, управляющая программа рассчитывает положение точки и производит выстрел в необходимых координатах. В зависимости от точности прицеливания стрелок в реальном времени видит результат своего выстрела, такой как отверстия в мишенях или изменение хода интерактивного сюжета, в виде ранения виртуального противника.

## Преимущества
- в лазерном тире имеют возможность стрелять люди практически любого возраста и любой физической подготовки;
- большой выбор лазерного оружия от детских облегчённых лазерных автоматов и пистолетов до массогабаритных макетов оружия;
- отсутствие боеприпасов обеспечивает полную безопасность использования лазерного тира, как для стрелков, так и для оператора. Так же лазерный тир не причинит вреда бытовой технике, мебели даже при прицельном выстреле;
- не требуется лицензирование и разрешение, так как используемое оружие конструктивно лишено способности к осуществлению выстрела боевыми патронами.
- отсутствие боеприпасов во много раз снижает себестоимость выстрела (только электроэнергия потребляемая компьютером и проектором);
- отсутствие физических мишеней снижает затраты на их восстановление и замену;
- возможность вести стрельбу, как по проецируемым стандартным мишеням, так и играть в интересные динамические интерактивные игры;
- интерактивные игры «затягивают», что позволяет больше заработать при коммерческом использовании;
- быстрый монтаж и демонтаж оборудования;
- удобство и экономия при транспортировке.

## Недостатки
Основной недостаток при тренировках — это отсутствие реальной отдачи оружия. Некоторые тиры позволяют использовать имитацию отдачи, используя пневматику, но это никак не заменит реальную «отдачу».